# Aktanysz
Aktanysz (ros. Актаныш) – wieś (sieło) w Rosji, w Tatarstanie, ośrodek administracyjny rejonu aktanyskiego. W 2010 liczyła 8923 mieszkańców.

## Urodzeni
- Wiktor Afanasjew – radziecki filozof.